# Sultanhoen
De sultanhoen (Turks: Sultan tavuğu) is een oorspronkelijk uit Turkije afkomstig kippenras, dat tot de kuifhoenders behoort. De kippen werden door het Ottomaans sultanaat voornamelijk voor de sier gehouden. De kippen werden in 1854 vanuit Constantinopel naar Elizabeth Watts uit Hampstead (Engeland) geëxporteerd, waarna ze bekendheid in Europa en Amerika verwierven.
De sultanhoen heeft vijf tenen aan een poot in plaats van de gebruikelijke vier. Het ras had lang slechts één erkende variant: het witte exemplaar. Sinds 2009 is daar ook een zwarte bijgekomen. Blauwe sultans bestaan ook, maar deze zijn waarschijnlijk nakomelingen van kruisingen met de kuifhoen. Er bestaan ook krielvarianten. De krielen wegen tussen de 600 (hennen) en 750 gram (hanen). 
De hennen zijn slechte leggers en produceren maximaal 70 eieren per jaar. Ook worden de hennen niet snel broeds.